# 次仁·央东·旺楚克
次仁·央东·旺楚克（Tshering Yangdon，1959年6月21日—）是不丹第四任国王吉格梅·辛格·旺楚克的第三位王后。她现为不丹王太后，也是不丹现任国王吉格梅·凯萨尔·纳姆耶尔·旺楚克的母亲。此外，她还是德庆·央宗公主（1981年出生）与吉格梅·多吉王子（1986年出生）的母亲。
次仁·央东与吉格梅·辛格·旺楚克国王的其他几位王后都是亲姐妹，亦是第六世“意”转世夏仲活佛晋美多杰的外甥孙女。